# Morris Fisher
Morris Fisher, detto Bud (Youngstown, 4 maggio 1890 – Honolulu, 23 maggio 1968), è stato un tiratore a segno statunitense, vincitore di 5 medaglie d'oro olimpiche negli anni '20.

## Carriera
Nel 1911 Fisher si arruolò nel Corpo dei Marines degli Stati Uniti e in seguito gareggiò nel tiro a segno mentre era in servizio. Ha partecipato alle Olimpiadi di Anversa 1920 e di Parigi 1924 nelle quali ha vinto cinque medaglie d'oro nelle gare di carabina da 300-800 metri. Oltre alle sue medaglie olimpiche, Fisher ha vinto sei titoli mondiali e ha ottenuto cinque record mondiali.
Ha terminato la sua carriera olimpica nel 1924, poiché il tiro a segno non faceva parte delle discipline sportive dei Giochi Olimpici del 1928 e le gare del tiro a lungo raggio sono state riammesse solo alle Olimpiadi del 1948, quando Fisher si era ritirato da tempo sia dalle competizioni agonistiche che dal servizio militare.
Dopo il ritiro dalle competizioni sportive, divenne istruttore di tiro per la US Navy e per il Dipartimento di Polizia di Toledo.

## Palmarès
- Anversa 1920:
  -  Medaglia d'oro nella carabina libera 300 m. 3 posizioni;
  -  Medaglia d'oro nella carabina libera 300 m. 3 posizioni a squadre;
  -  Medaglia d'oro nella carabina militare 300 m. a terra a squadre;
- Parigi 1924:
  -  Medaglia d'oro nella carabina libera 600 m. a terra;
  -  Medaglia d'oro nella carabina libera 400-600-800 m. a squadre.